# ОШ „Стеван Немања” Драгаљевац Горњи
ОШ „Стеван Немања” је једна од основних школа на подручју града Бијељине. Налази се на адреси Драгаљевац Горњи бб у Драгаљевацу Горњем. Име је добила по Стефану Немањи, српском великом жупанз (1166—1196), који се изборио за политичку самосталност у односу на Византију и уједињење српских земаља (Рашка, Дукља, Травунија, Хумска земља, Неретванска крајина) у јединствену српску државу. Био је родоначелник српске владарске династије Немањића, која се одржала на власти све до 1371. године.

## Историјат
Основна школа "Стеван Немања" у Драгаљевцу Горњем отворена је 1853. и једна је од најстаријих основних школа у сјевероисточној Босни. Виђенији мјештани су, уз помоћ црквених великодостојника, написали молбу властима да се у селу отвори школа. Отварање школе је дозвољено у оквиру цркве. Једини писани податак о овом догађају је надгробни споменик првом учитељу Данилу Благојевићу, на којем пише да је он први почео да учи ђаке, уз благослов митрополита зворничко-тузланског Агатангела, и да је 1853. имао 123 ученика. У брвнари са двије просторије организована је настава, а похађали су је и ученици из Срема. Зграда је изгорјела у вријеме Босанскохерцеговачког устанка, а 1880. ·изграђена је нова од чврстог материјала. Од 1932. школа је носила назив "Стеван Немања". У току Другог свјетског рата није радила, објекат је уништен, а намјештај и архива су спаљени. Мјештани су санирали школски објекат и школа је 1946. обновила рад под именом "Лазо Стојановић Лазић". Јуна 1965. изграђена је нова школска зграда. Школа је 1961. постала осмогодишња, са подручним одјељењима у селима: Чађавица Средња (основана 1953), Чађавица Доња (1955), Магнојевић Горњи и Средњи (основане 1956), Чађавица Горња (1957), Драгаљевац Доњи (1959), Драгаљевац Средњи (1960). Године 1974. припојена јој је и школа из Буковице Доње (1955), са још четири подручна одјељења: Буковица Горња и Буковица Доња (1955), Вршани (1958) и Пиперци (1960). Школа је 1991. имала 563 ученика, а 1992. враћен јој је ранији назив - ОШ "Стеван Немања". Од 1996. изграђени су нови школски објекти у Буковици Горњој и Доњој, Драгаљевцу Доњем и Средњем, Пиперцима, Чађавици Горњој и Доњој, а дограђене су и адаптиране школске зграде у Вршанима, Магнојевићу Горњем и Средњем. Реновирана је зграда подручне школе у Чађавици Средњој и централне у Драгаљевцу Горњем (2003). Подручна школа у Вршанима је деветогодишња, а остале су петогодишње. Школу у Драгаљевцу Горњем је 2007/2о08. похађало 616 ученика, од тога 399 у подручним школама. Године 2015/2016. имала је 444 ученика, 52 наставника и пет вјероучитеља православне вјеронауке. Школска библиотека броји око 8.000 књига. Школа има спортску салу и спортске терене. Добитник је Ордена заслуга за народ са
сребрним зрацима (1994) и Златне медаље "Филип Вишњић" (2002). Од 2006. излази ђачки лист "Искрица".